# Der Prophet (Comic)
Der Prophet (Originaltitel: französisch Le prophète) ist ein Lucky-Luke-Album, das erstmals 2000 erschien und von Morris gezeichnet wurde. Texter dieses Bandes war Patrick Nordmann. In  Deutschland erschien er als Nummer 74 in der Ehapa-Reihe.
Das Album karikiert das Auftreten verschiedener Propheten im Wilden Westen, die versuchten, für verschiedene Religionsgemeinschaften zu missionieren. 

## Handlung
Der Band beginnt mit einer Einleitung: Goldgräber suchten nach Gold – sie fanden Blei. Siedler suchten das Gelobte Land – sie fanden die Hölle. Viele Menschen, die im alten Europa wegen ihres Glaubens verfolgt wurden, suchten die schon zu jener Zeit in den USA garantierte Religionsfreiheit. So kam es, dass sich dort diverse Religionsgemeinschaften ansiedelten, die man in Europa kaum oder weniger kennt: Amish, Quaker, Mormonen, Anhänger der Pfingstbewegung, Darbysten, Adventisten, Scientisten, Baptisten, Anabaptisten und viele andere.
Es gibt allerdings auch Scharlatane, die versuchen, Menschen für ihre „Mission“ zu vereinnahmen. Ein solcher ist Moony, der in dem Gefängnis predigt, in das die Gebrüder Dalton gerade von Lucky Luke eingeliefert werden. Sofort sieht sich Avarell Dalton zu seinem Jünger berufen, sehr zum Unwillen von Joe. Moony und in der Folge auch Avarell zitieren großmundig aus der Bibel und sprechen nur noch in Gleichnissen, was die Daltons natürlich überhaupt nicht verstehen und auch zu allerlei Missverständnissen führt. Ein solches Missverständnis lässt die Daltons mit Moony ausbrechen (Avarell: „Er wies mir den Weg und gab mir den Schlüssel dazu“. Joe: „Er kennt einen Fluchtweg und hat die Schlüssel der Strafanstalt.“). Sie finden sich bald im Westernstädtchen „Paradise Gulch“ wieder, in dem sich eine Glaubensgemeinschaft niedergelassen hat, die jegliche Gewalt ablehnt und weder Geld noch Waffen besitzt. 
Joe möchte das sanfte Lamm spielen und dann die Bewohner ausnehmen. Dazu müssen sich die Daltons aber ordentlich anstrengen in ihrer neuen Rolle als ehrliche Gemeindemitglieder. Währenddessen stiftet Moony Unruhe und bringt Avarell dazu, den „armen Seelen“ das Licht zu bringen – also ihre Häuser niederzubrennen. Während nun die Bewohner fliehen, versprechen die Daltons, Moony und seine Jünger zu bekämpfen, um das Städtchen zurückzugewinnen (als „richtiges“ Westernstädtchen). Zunächst lassen sie Moony, der sich in der Kirche als Guru installiert hat, gewähren und beginnen den Einwohnern ihren Lebensstil zu erklären, in dem sie Geld verteilen und einen Saloon eröffnen, in dem die Leute das Geld bei Trinkgelage und Schlägereien wieder ausgeben sollen. Die Masche zieht jedoch nicht, und die Bürger können dem Whisky sehr wohl widerstehen. Nur ein neu auftauchender Gast nicht – Er trinkt, macht Späße und lässt die Daltons nach seinem Revolver tanzen: Lucky Luke. 
Lucky Luke wird von Moony niedergeschlagen und soll im Feuer geläutert werden. Als Joe voll Begeisterung den Scheiterhaufen anstecken will, taucht ein Unbekannter in Ku-Klux-Klan-Kleidern auf und gibt sich als Henker aus. Er entzündet ein fürchterlich qualmendes Feuer, in dessen Deckung Luke entkommt. Rantanplan und der Reverend der Glaubensgemeinschaft, der unter dem Kostüm steckte, bringen Luke auf die Idee, den Spieß umzukehren. Avarell wird von einem sprechenden Hund auf einem Altar aufgefordert, seine Brüder ins Gefängnis zu stecken, was dieser wie in Trance umgehend erledigt. Moony, der immer noch von einer „fürrrchterlichen Strafe“ predigt, wird von Luke entwaffnet und ebenfalls abgeführt. 
Zum Schluss sind die Daltons mit Moony wieder im Gefängnis: Moony predigt, Avarell hört demütig zu und Joe rastet aus.

## Anspielungen
Der Text spielt gekonnt mit den Eigenarten einiger isoliert lebender amerikanischer Religionsgemeinschaften, ohne jedoch genau zu nennen, welchem Ritus die handelnden Personen angehören. Moony, der in einer Szene wie eine Statue des Budha dargestellt ist, erscheint zuweilen wie ein Guru, dann aber wieder wie ein Endzeitprophet. Er zitiert unablässig Gerichtsworte aus der Bibel, offensichtlich aber ohne sie selber wirklich zu verstehen oder zu beherzigen. Die Sprache Moonys kontrastiert auch stark mit der direkten und sehr irdischen der Daltons, die kaum eines seiner Wörter, geschweige denn Worte verstehen. Der Prophet ist eines der letzten Alben von Morris und erschien rund ein Jahr vor seinem Tod. Entsprechend hatte er seine Kunst perfektioniert, was insbesondere an den sehr detailliert und aussagekräftig gezeichneten Gesichtern erkennbar ist. 